# اندیس فلدسپات جنوب شرق بزمان
فلدسپات جنوب شرق بزمان یک اندیس غیرفلزی است که در حوالی شهر بزمان استان سیستان و بلوچستان قرار دارد و مادهٔ معدنی موجود در آن، فلدسپات است. سنگ میزبان این اندیس گرانیت است و دیرینگی آن به دوران ائوسن می‌رسد.